# 梁彌治
梁彌治（？—478年），為南北朝時期宕昌國君主之一，於前任君主梁彌忽去世後繼立，時約當北魏獻文帝在位期間。彌治繼位後，虎子之弟梁羊子逃奔吐谷渾，吐谷渾派兵送回羊子，計劃奪取彌治之王位。彌治向北魏求援，北魏獻文帝派軍救之，羊子退走。478年，彌治去世，其子梁彌機繼位。
| 前任： 梁虎子 | 宕昌王 ？－478年 | 繼任： 子梁彌機 |